# Lofti Jendoubi
Lofti Jendoubi – tunezyjski zapaśnik walczący w stylu klasycznym. Srebrny medalista mistrzostw Afryki w 1988 i czwarty w 1989 roku.